# Gare de Menin
La gare de Menin (en néerlandais : station Menen) est une gare ferroviaire de la ligne 69 de Courtrai à Poperinge située à proximité du centre-ville de Menin, en Région flamande dans la province de Flandre-Occidentale.
Elle est mise en service en 1853 par la Société des chemins de fer de la Flandre-Occidentale (FO). 
C'est une gare de la Société nationale des chemins de fer belges (SNCB) desservie par des trains InterCity (IC) et Heure de pointe (P).

## Situation ferroviaire
Établie à 17 mètres d'altitude, la gare de Menin est située au point kilométrique (PK) 10,500 de la ligne 69 de Courtrai à Poperinge, entre les gares ouvertes de Welvelgem et de Wervik.

## Histoire
La gare de Menin est mise en service 15 janvier 1853, par la Société des chemins de fer de la Flandre-Occidentale (FO), lorsqu'elle ouvre à l'exploitation la section de Courtrai à Wervicq de la ligne de Courtrai à Poperinge. La section suivante de Wervik à Comines est ouverte le 20 juin 1853 et l'intégralité de la ligne le 20 mars 1854. 
De 1879 au début de la Seconde Guerre mondiale la gare est reliée au réseau des chemins de fer français par la ligne de Somain à Halluin et la gare frontière d'Halluin. Cette liaison est totalement coupée avec le déclassement du tronçon d'Halluin à la frontière belge le 24 février 1975.
La compagnie du FO est finalement nationalisée en 1906 ; elle intègre le réseau des Chemins de fer de l'État belge, lesquels deviendront la SNCB en 1926.

### Évolution des bâtiments
Les bâtiments de gare qui se sont succédé à Menin possèdent une évolution assez complexe :

#### Premier bâtiment
Construit par le FO en 1853, est identique à toutes les autres gares de la ligne (dont celle de Poperinge qui existe toujours) : il s'agit d'un pavillon de style néoclassique à un seul étage qui comportait vraisemblablement cinq travées à l'origine. La façade est en enduit blanc avec des refends décoratifs.
En 1879, la compagnie dote ce bâtiment d'un logement de fonction séparé, installé dans un petit bâtiment à deux étages accolé à la gare.

#### Second bâtiment

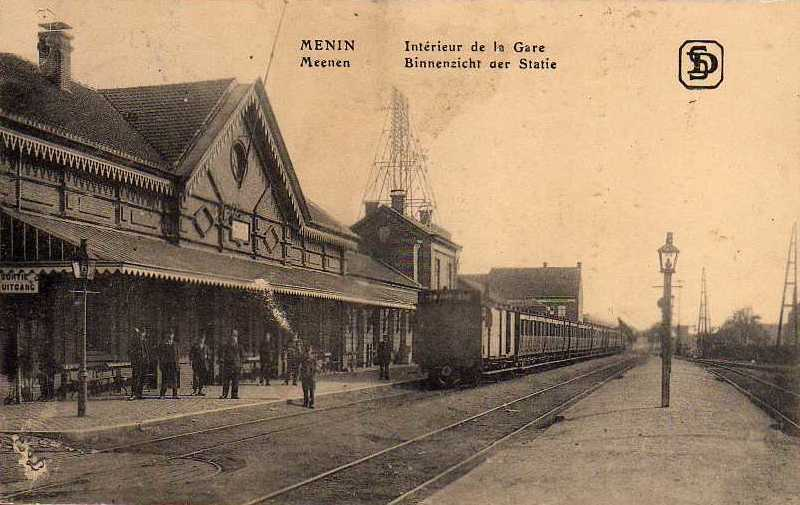
Carte postale mise en circulation en 1917 représentant la gare avant-guerre avec un train français.

En 1890, face à l'augmentation rapide du trafic, la compagnie agrandit considérablement la gare en construisant une aile bien plus grande que le bâtiment d'origine. Une halle à marchandises est également réalisée contre ce bâtiment[Quand ?].
Ces extensions, ainsi que celle de 1879, sont réalisées en briques, sans enduit ; la nouvelle aile, qui accueille désormais les voyageurs, est dotée de pilastres à bossages, d'un grand pignon et de motifs décoratifs en losange.
L'ancien bâtiment subsiste entre ces nouvelles structures, plus hautes, ce qui donne un vaste ensemble manquant de cohésion. Au début du XXe siècle, le logement de fonction gagne une extension d'une travée.
En 1912, la démolition de cet ancien bâtiment est décidée mais il existait encore en 1914.

#### Seconde halle à marchandises

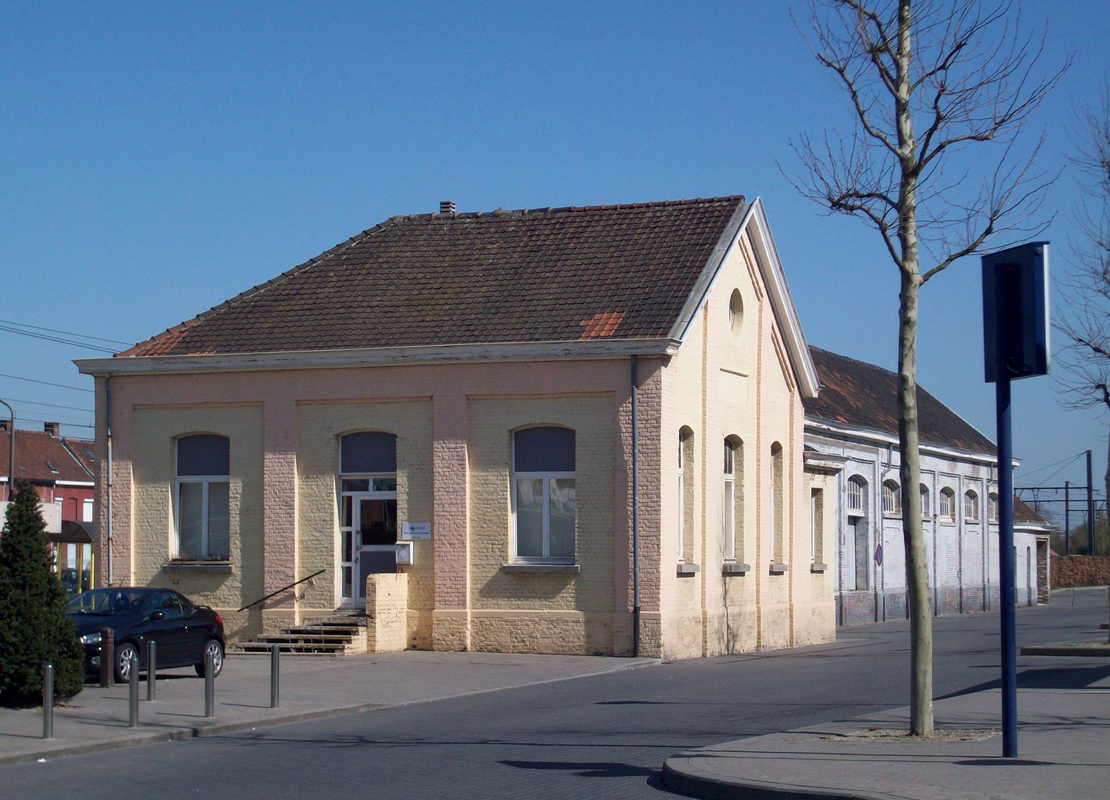
Halle à marchandises. La partie peinte en jaune est la plus ancienne.

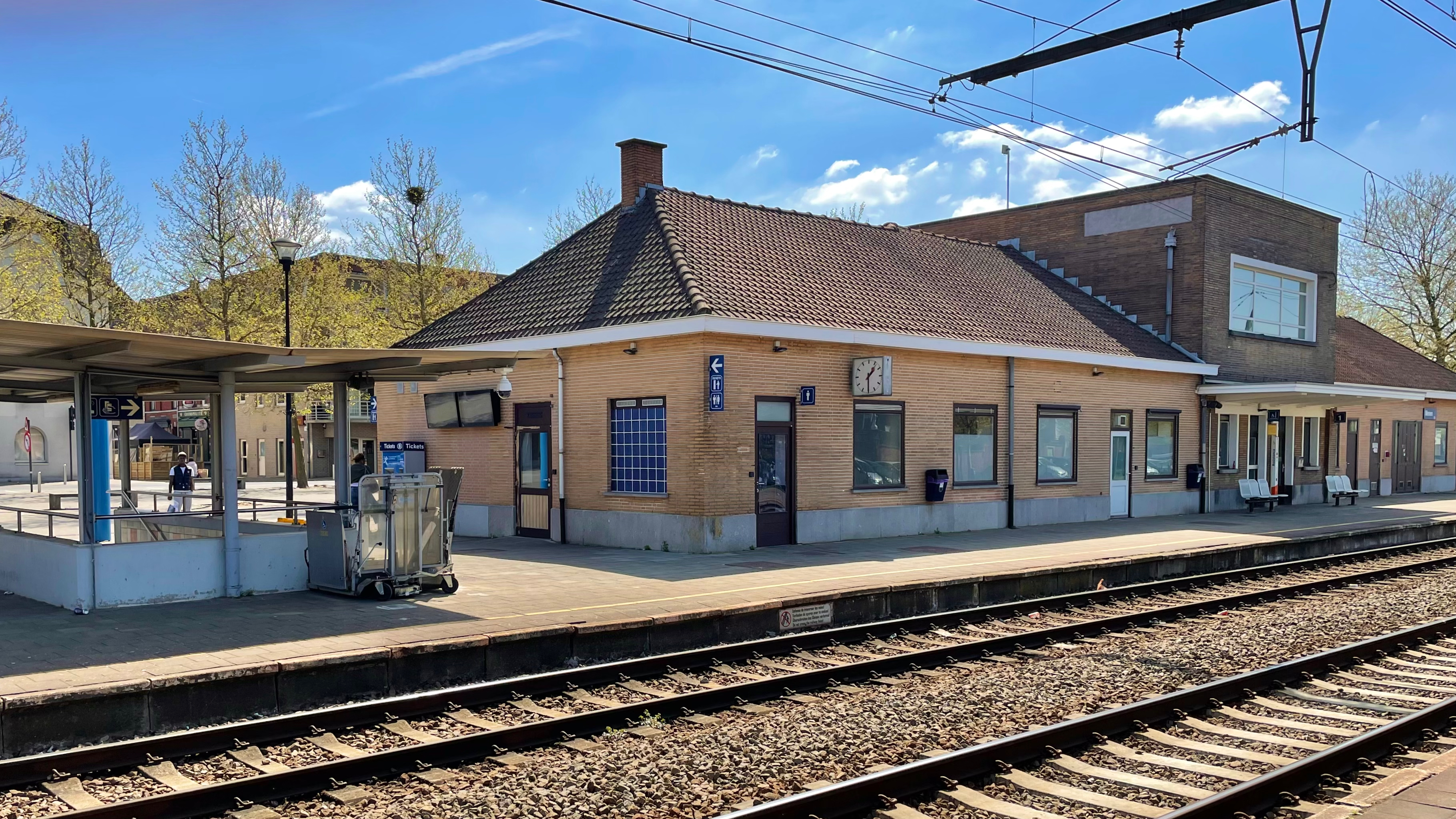
L'intérieur de la gare.

À une date inconnue, peut-être après la Première Guerre mondiale, la halle à marchandises est agrandie et déplacée. Une halle de 10 travées du plan standard des Chemins de fer de l'État belge se greffe à un bâtiment sans doute issu du FO ;

#### Première guerre mondiale
En 1918, l'armée allemande en retraite incendie la gare de Menin, ne laissant que les murs, ;
- L'aile moderne destinée aux voyageurs est réparable ;
- l'ancien bâtiment et le logement de fonction disparaissent au profit d'une aile de neuf travées reprenant le style et les dimensions de l'aile des voyageurs ;
- les quatre dernières travées de ce bâtiment, moins espacées et moins décorées, sont peut-être un ajout ultérieur

#### Bâtiment de 1948
En 1940, un bombardement aérien achève de détruire l'aile construite en 1890 ; un bâtiment de style moderniste est réalisé en 1948 à emplacement de cette aile tandis que l'aile basse construite après 1918 reste accolée à ce bâtiment.
Ce nouveau bâtiment possède une façade de brique jaune avec des entourages de baies en pierre bleue. Il comporte un corps central à toit aplati et une aile de style identique sous une toiture à croupes.
À une date inconnue, l'ancienne aile est démolie au profit d'une aile de même style que le bâtiment de 1948 ; l'unité architecturale est finalement réalisée.
- des portes et fenêtres plus modernes sont installées sur les deux ailes latérales, peut être à cette occasion ;
- il s'agit de l'aspect actuel de la gare de Menin.

La halle à marchandises existe toujours ; elle conserve une partie construite par les Chemins de fer de la Flandre Occidentale.

## Service des voyageurs

### Accueil
Gare SNCB, elle dispose d'un bâtiment voyageurs, avec guichet, ouvert tous les jours. Elle propose des aménagements, équipements et services pour les personnes à la mobilité réduite.

### Desserte
Menin est desservie par des trains InterCity (IC) et Heure de pointe (P) de la SNCB, qui effectuent des missions sur la ligne commerciale 69 (Courtrai - Poperinge).
En semaine, comme les week-ends, Menin possède une desserte régulière cadencée à l’heure :
- des trains IC-04 effectuant le trajet Poperinge - Courtrai - Gand - Saint-Nicolas - Anvers-Central.

Quelques trains supplémentaires d'heure de pointe se rajoutent en semaine :
- deux trains P de Poperinge à Schaerbeek (le matin) ;
- un train P dans chaque sens entre Poperinge et Courtrai (le matin) ;
- deux trains P de Schaerbeek à Poperinge (l’après-midi) ;
- un train P dans chaque sens entre Poperinge et Courtrai (l’après-midi).

Le dimanche soir, en période scolaire, un unique train P relie Poperinge à Sint-Joris-Weert (près de Louvain).

### Intermodalité
Elle dispose d'un parking gratuit pour les vélos. Un arrêt de bus est situé à proximité.

## Comptage voyageurs
Ce graphique et tableau montre le nombre de voyageurs embarquant en moyenne durant la semaine, le samedi et le dimanche.

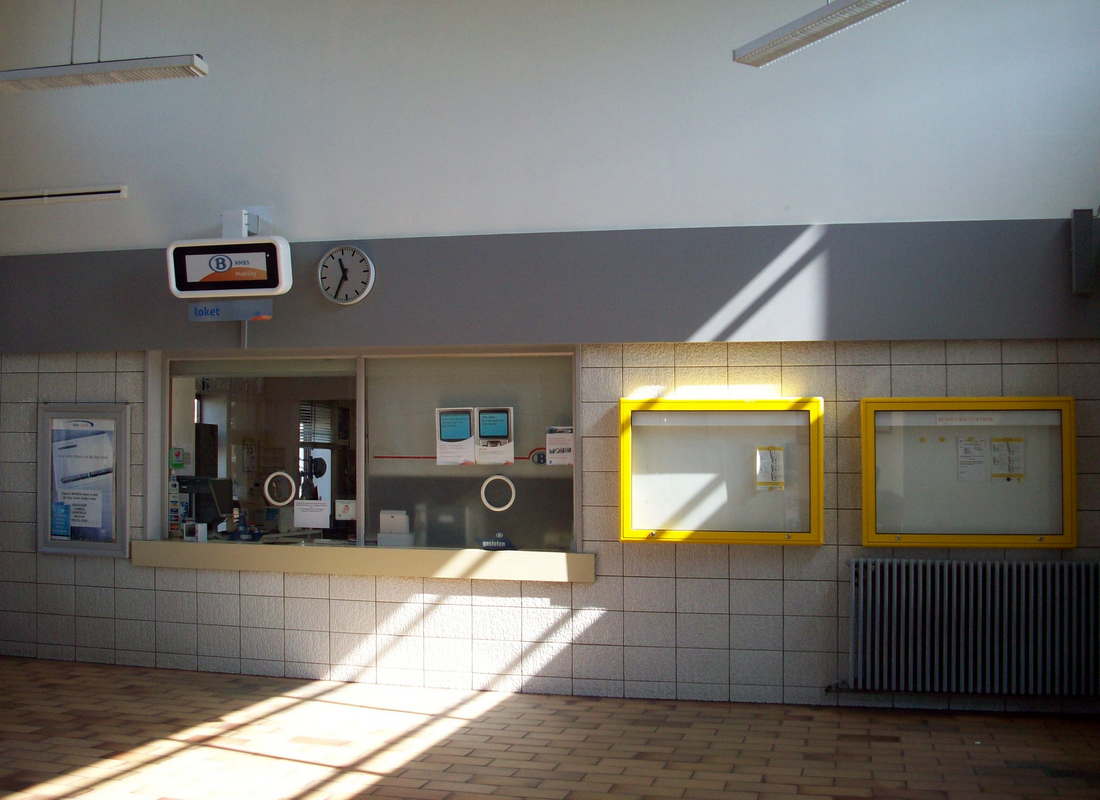
Guichet
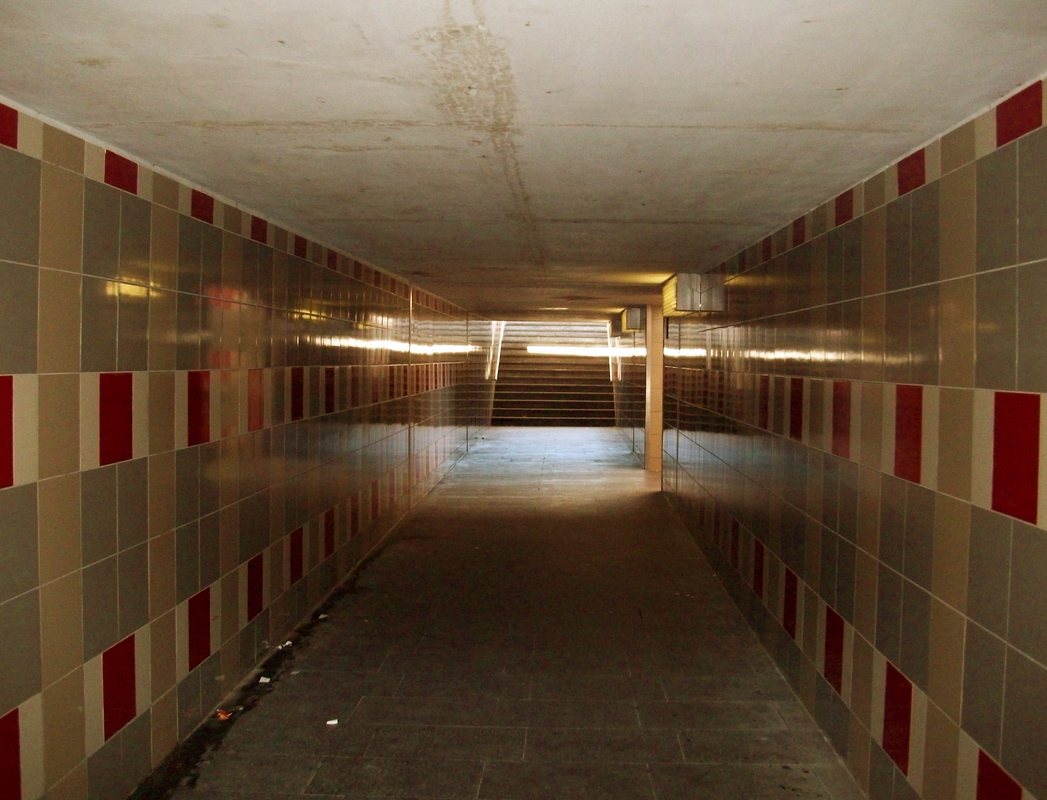
Souterrain
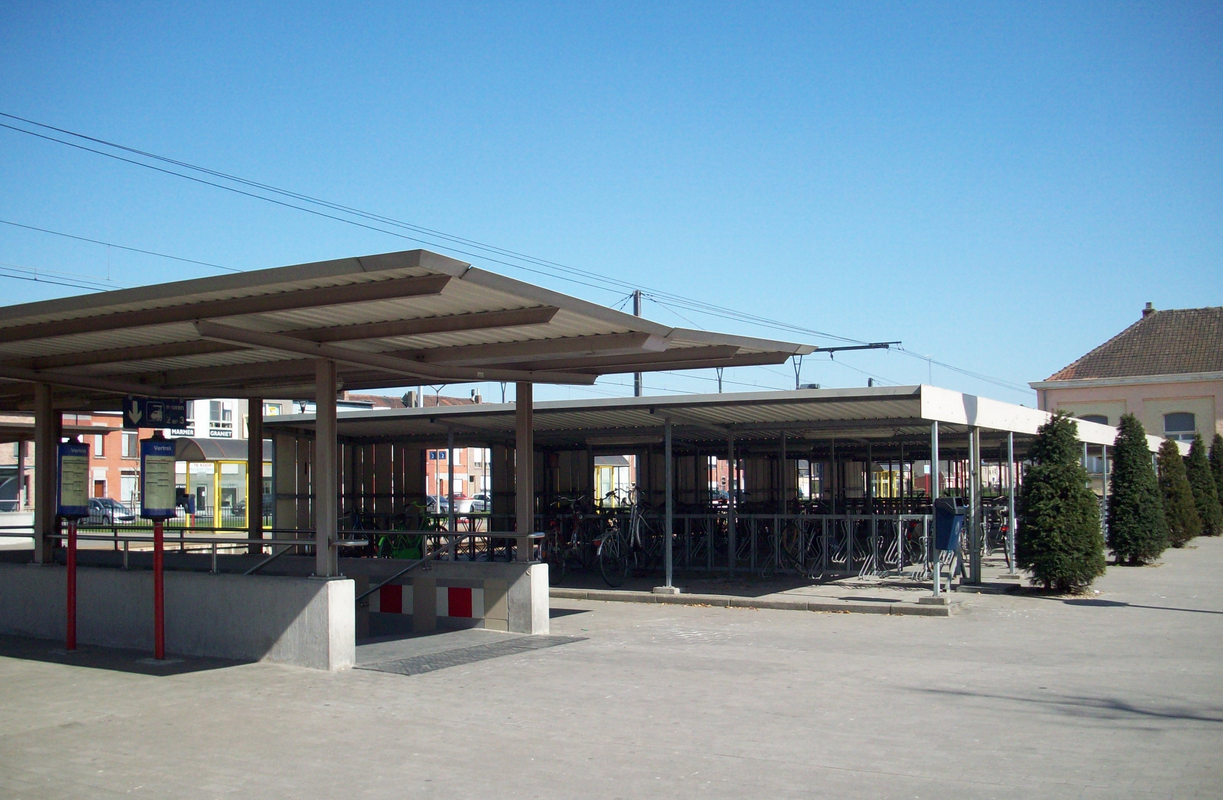
Parc à vélos

| Nombre de passagers qui embarquent à la gare de Menin | Nombre de passagers qui embarquent à la gare de Menin | Nombre de passagers qui embarquent à la gare de Menin | Nombre de passagers qui embarquent à la gare de Menin |
|                                                       | Semaine                                               | Samedi                                                | Dimanche                                              |
| ----------------------------------------------------- | ----------------------------------------------------- | ----------------------------------------------------- | ----------------------------------------------------- |
| 1977                                                  | 915                                                   | 236                                                   | 288                                                   |
| 1978                                                  | 976                                                   | 226                                                   | 356                                                   |
| 1979                                                  | 887                                                   | 218                                                   | 300                                                   |
| 1980                                                  | 838                                                   | 241                                                   | 334                                                   |
| 1981                                                  | 894                                                   | 260                                                   | 317                                                   |
| 1982                                                  | 945                                                   | 238                                                   | 338                                                   |
| 1983                                                  | 956                                                   | 254                                                   | 318                                                   |
| 1984                                                  | 854                                                   | 320                                                   | 287                                                   |
| 1985                                                  | 891                                                   | 254                                                   | 418                                                   |
| 1986                                                  | 745                                                   | 251                                                   | 224                                                   |
| 1987                                                  | 914                                                   | 283                                                   | 458                                                   |
| 1988                                                  | 834                                                   | 275                                                   | 414                                                   |
| 1989                                                  | 746                                                   | 306                                                   | 326                                                   |
| 1990                                                  | 766                                                   | 262                                                   | 322                                                   |
| 1991                                                  | 724                                                   | 368                                                   | 553                                                   |
| 1992                                                  | 801                                                   | 367                                                   | 524                                                   |
| 1993                                                  | 794                                                   | 327                                                   | 534                                                   |
| 1994                                                  | 829                                                   | 341                                                   | 451                                                   |
| 1995                                                  | 736                                                   | 340                                                   | 485                                                   |
| 1996                                                  | 735                                                   | 426                                                   | 411                                                   |
| 1997                                                  | 732                                                   | 382                                                   | 410                                                   |
| 1998                                                  | 753                                                   | 435                                                   | 403                                                   |
| 1999                                                  | 796                                                   | 337                                                   | 388                                                   |
| 2000                                                  | 906                                                   | 316                                                   | 402                                                   |
| 2001                                                  | 792                                                   | 278                                                   | 452                                                   |
| 2002                                                  | 732                                                   | 340                                                   | 442                                                   |
| 2003                                                  | 756                                                   | 360                                                   | 392                                                   |
| 2004                                                  | 703                                                   | 342                                                   | 474                                                   |
| 2005                                                  | 764                                                   | 348                                                   | 436                                                   |
| 2006                                                  | 766                                                   | 346                                                   | 413                                                   |
| 2007                                                  | 764                                                   | 388                                                   | 538                                                   |
| 2008                                                  | -                                                     | -                                                     | -                                                     |
| 2009                                                  | 847                                                   | 404                                                   | 552                                                   |
| 2010                                                  | -                                                     | -                                                     | -                                                     |
| 2011                                                  | -                                                     | -                                                     | -                                                     |
| 2012                                                  | 807                                                   | 357                                                   | 340                                                   |
| 2013                                                  | 769                                                   | 367                                                   | 350                                                   |
| 2014                                                  | 790                                                   | 460                                                   | 413                                                   |
| 2015                                                  | 804                                                   | 319                                                   | 351                                                   |
| 2016                                                  | 814                                                   | 477                                                   | 625                                                   |
| 2017                                                  | 891                                                   | 441                                                   | 455                                                   |
| 2018                                                  | 775                                                   | 424                                                   | 435                                                   |
| 2019                                                  | 864                                                   | 424                                                   | 364                                                   |
| 2020                                                  | 704                                                   | 346                                                   | 285                                                   |
| 2021                                                  | -                                                     | -                                                     | -                                                     |
| 2022                                                  | 831                                                   | 442                                                   | 462                                                   |
| 2023                                                  | 1 030                                                 | 496                                                   | 538                                                   |
| 2024                                                  | 1 137                                                 | 549                                                   | 451                                                   |

- Guichet
- Souterrain
- Parc à vélos